# Ladies
Ladies prvi je studijski album hrvatske ženske pop grupe Divas,  objavljen 1997. godine u izdanju diskografske kuće Croatia records. Suradnici na albumu su Miro Buljan, Faruk Buljubašić - Fayo, Ivana Husar i drugi. S albuma su izdana tri singla: "Sexy cool", "Funky maniac" i "Pet".

## Popis pjesama
| Br. | Skladba            | Trajanje |
| --- | ------------------ | -------- |
| 1.  | »Funky maniac«     | 04:23    |
| 2.  | »Sexy cool«        | 02:51    |
| 3.  | »Tajna ljubavi«    | 03:57    |
| 4.  | »Danas«            | 03:30    |
| 5.  | »Prolazi sve«      | 03:50    |
| 6.  | »Sad je kasno«     | 04:15    |
| 7.  | »Tak' te imam rad« | 03:59    |
| 8.  | »Pet«              | 03:32    |
| 9.  | »Nismo mi krivi«   | 03:56    |
| 10. | »Svejedno je«      | 03:27    |
| 11. | »Kao da si tu«     | 04:43    |
| 12. | »Vezani smo«       | 04:38    |